# ジョン・ラトクリフ・ジュニア
ジョン・ラトクリフ・ジュニア（John Ratcliffe jr.、1549年 - 1609年）は、1606年12月19日にイギリス王国からバージニア州に出航し、植民地を発見して1607年4月26日に到着した3隻のうちの1隻であるディスカバリーの元船長および植民地総督。1609年にネイティブ・アメリカンであるパムンキーの襲撃によって殺害された。

## 生涯
ラトクリフは1549年にイギリスのランカシャーで生まれた。若くして船員になると、やがて植民地探査船の3隻のうちの1つであるディスカバリー号の指揮官に就任した。ディスカバリーは3隻すべての船の中で最小で、乗組員はわずか21人だった。
ほどなくして植民地となるジェームズタウンを発見すると、評議員となり同地区の総督に就任。
1609年10月には砦を建設するために派遣された。この砦は「アルジュノーンフォート」と名付けられた。
その後は探検家のジョン・スミスと協力して、スミスに先住民との貿易のための組織を用意するように依頼した。しかし取引が弾圧的なものだったことにより不満が高まり、任期満了の2か月前の1608年7月に辞任した。
1609年に12月にラトクリフと14人の入植者が、ポウハタンの部族との集まりに招待された。しかしその会合は罠であり、彼と残りの14名はそこで火炙りにされて殺害された。享年60歳。この出来事はジェームズタウンアドベンチャーに含まれる目撃証言に記録されている。

## 創作のラトクリフ
ディズニーの第33番目の長編アニメーション映画である『ポカホンタス』（1995年）では、ラトクリフは貪欲で野心的な男であり、ディズニー・ヴィランズの一人として描かれた。ディズニーの長編映画に実在の人物が登場することは極めて異例のことであり史上初めてであった（後年、『ムーラン』にシャン・ユーが登場した）。

### 性格
イギリスから新大陸開拓という名の「冒険」を求め、新大陸征服への野望を抱いてアメリカ合衆国にやってきた恐れ知らずの船長である。
仲間のイギリス人からは英雄として慕われていたが、原住民に対しては「野蛮な人々（They're  savages）」「辛うじて人間ですらない（barely even human）などと見下している面がある。
劇中でラトクリフが歌う曲として、「Mine Mine Mine（全て私のもの）」が存在する。